# Małgorzata Markiewicz (muzyk)
Małgorzata Markiewicz (ur. 6 kwietnia 1986 w Białej Podlaskiej) – polska wokalistka i flecistka.

## Życiorys
Małgorzata Markiewicz jest  absolwentką Państwowej Szkoły Muzycznej II stopnia im. Józefa Elsnera w Warszawie oraz PSJ im. F. Chopina w Warszawie w klasie fletu jazzowego. Zdobyła również tytuł magistra psychologii  na SWPS Uniwersytecie Humanistycznospołecznym w Warszawie.
W 1999 roku, zwyciężyła w finale szóstej edycji programu telewizyjnego Szansa na sukces piosenką Violetty Villas. Wygrana finału programu w Sali Kongresowej umożliwiła jej występ w wieku 13 lat w Koncercie Debiutów XXXVI Krajowego Festiwalu Piosenki Polskiej w Opolu (najmłodszy uczestnik w historii festiwalu), gdzie zdobyła nagrodę Programu I Polskiego Radia i dziennika „Rzeczpospolita”.
Współpraca z Piotrem Rubikiem przyniosła jej diamentową płytę za album Psałterz Wrześniowy a wykonywana przez nią (w duecie z Januszem Radkiem) piosenka Psalm dla Ciebie była przebojem roku 2007. 8 czerwca 2007 roku Małgorzata Markiewicz i Janusz Radek odebrali nagrodę dla najlepszych polskich wykonawców oraz nagrodę publiczności na Festiwalu TOPtrendy 2007. Tego samego roku odebrała też nagrodę Superjedynkę w kategoriach Płyta Pop oraz Superjedynka publiczności.
Lata 2015–2018 przyniosły współpracę z pianistą jazzowym Januszem Skowronem.
W czerwcu 2018 roku piosenka „Niebywałe” z muzyką artystki i tekstem Patryka Kienasta została zauważona przez jury konkursu Stowarzyszenia Autorów ZAIKS i Polskiego Radia „Piosenka na Sto” i wyróżniona spośród ponad tysiąca utworów nagrodą za najlepsze wykonanie. Utwór jest pierwszym singlem promującym debiutancki album artystki.
Jest także laureatką XIII-tej edycji programu stypendialnego „Młoda Polska”, przyznawanego artystom, którzy mają w swoim dorobku wybitne osiągnięcia w dziedzinie sztuki.
30 stycznia 2020 roku, nakładem wydawnictwa Requiem Records ukazała się debiutancka, autorska płyta artystki – "Bring The Light".
Współpracowała z takimi artystami jak: Krzesimir Dębski, Adam Sztaba, Grzech Piotrowski, Nikola Kołodziejczyk.
Prywatnie jej mężem jest Michał Zaborski, członek Atom String Quartet.

## Dyskografia
- Zbigniew Książek, Piotr Rubik – Psałterz wrześniowy (2006, Magic Records)[10]

- Małgorzata Markiewicz – Bring The Light (2020, Requiem Records)[8]